# Sočutna izčrpanost
Pri poklicih v zdravstvu in poklicih na področju duševnega zdravja pa tudi pri socialnem delu (nudenju pomoči, negi in socialnih poklicih kot so poklici v zdravstvu, reševalci in socialni delavci) se pričakuje, da zaposleni izražajo določeno mero sočutja in empatije do pacientov oziroma klientov, kar jim v zameno prinaša občutek moči, zadovoljstva in izpolnitve. Za te občutke se je uveljavil izraz »empatično zadovoljstvo«, ki opisuje pozitivne vidike dela (užitek, smisel in namen) s travmatiziranimi oziroma trpečimi ljudmi. Kljub tem pozitivnim učinkom pa kronično doživljanje in izražanje sočutja in empatije predstavlja velik stresni dejavnik in lahko vodi do negativnih čustvenih, fizioloških, bioloških in kognitivnih posledic. Za ta sklop negativnih učinkov se uporablja izraz sočutna utrujenost ali sočutna ali empatična izčrpanost. Zaradi konceptualne nejasnosti se povezuje s širokim naborom znakov in simptomov, ki so lahko podobni simptomom različnih sindromov in motenj kot so izgorelost (z občutji brezupa in težavami opravljanja dela), zloraba drog, depresivne in anksiozne motnje, posttravmatska stresna motnja (z vsiljivimi mislimi, motnjami spanja, travmatskimi spomini, nočnimi morami, mentalno utrujenostjo, kronično razdražljivostjo, izpadi jeze, težavami s pozornostjo). Med fizičnimi znaki in simptomi najbolj izstopajo naslednji: pomanjkanje energije, izguba vzdržljivosti in moči, nagnjenost k nesrečam, fizična izčrpanost, glavoboli, prebavne motnje, mišična napetost in težave s srcem. Simptomi so lahko težko prepoznavni, vendar se je pomembno zavedati, da empatična izčrpanost lahko vodi do zelo resnih in včasih življenjsko ogrožajočih situacij kot so huda depresija s samomorilnimi mislimi, kjer je nujno potrebna zdravniška pomoč. Za to motnjo trpi od 16 % do 85 % zdravstvenih delavcev, pri čemer se 85% nanaša na medicinske sestre na urgenci.

## Razlikovanje med fenomeni
Trije glavni termini se izmenično uporabljajo v literaturi za opis negativnih učinkov, ki jih doživljajo strokovnjaki, ko so kronično izpostavljeni travmatskim izkušnjam pacientov oziroma klientov: izpeljana travmatizacija, sekundarni travmatski stres in empatična izčrpanost.
Posledice za terapevte, ki izvajajo terapijo usmerjeno na travmo, so bile opisane kot izpeljana travmatizacija. Opisana je kot negativni učinek pri ponavljajočem empatičnem posvečanju travmatskim izkušnjam drugih, kar lahko pripelje do negativnih sprememb na področju najbolj temeljnih prepričanj o sebi, svetu in drugih (torej negativni učinki na kognitivni ravni). Gre za globok in potencialno stalen premik v svetovnem nazoru (npr. varnost, zaupanje, nadzor), ki ga doživi terapevt ob ukvarjanju s travmatiziranimi posamezniki. Posledice so lahko izguba sposobnosti skrbi za drugega.
V nekako enakem časovnem obdobju je bil predstavljen in opisan sekundarni travmatski stres kot psihološki distres, ki se pojavi zaradi poznavanja podrobnosti travme pri nekom drugem. Vendar za razliko od prejšnjega fenomena ne pride do kognitivnih sprememb, pač pa pride do zrcaljenja simptomov od nekoga s postravmatsko stresno motnjo, kot so stalno vzburjenje, izogibanje, vsiljive misli ali spomini, ki se nanašajo na travmo nekoga drugega.
Empatična izčrpanost se prav tako razlikuje od izgorelosti, ki je psihološka in čustvena izčrpanost, povezana je z občutji brezupa in težav pri opravljanju dela oziroma učinkovitem opravljanju dela, pogosto v kontekstu velikih delovnih obremenitev ali nepodpirajočem delovnem okolju. Glavna razlika je poudarek na okoljskih in organizacijskih stresorjih v nasprotju s psihološkimi in čustvenimi procesi znotraj posameznika, ki nastanejo ob interakciji z drugimi.
Empatična izčrpanost je tako bolj uporabna in splošna opredelitev čustvene in fizične izčrpanosti, ki jo doživljajo profesionalci zaradi kronične uporabe empatije pri pomoči drugim v distresu. Empatična izčrpanost ni omejena samo na poklice, ki se neposredno ukvarjajo s travmami. Raziskave kažejo, da se empatična izčrpanost pojavlja pri širokem naboru poklicev na področju duševnega zdravja kot so psihologi, psihiatrične sestre, terapevti za travme, svetovalci duševnega zdravja in telefonski svetovalci.

## Zgodovina preučevanja tega sindroma
Leta 1990 v ZDA s tem izrazom opišejo pomanjkanje potrpljenja javnosti za problem z brezdomci. Mediji naj bi razširili empatično izčrpanost v družbi, s tem ko so nasičili novice z dekontekstualiziranimi slikami in zgodbami o tragediji in trpljenju, kar je povzročilo, da je javnost postala desensitizirana oziroma odporna za pomoč ljudem, ki trpijo.
Koncept empatične izčrpanosti je prva predstavila Joinson  leta 1992, ko je opisala tveganje na delu za nujne medicinske sestre, ki so izgubile svojo zmožnost skrbeti/negovati paciente. Empatično izčrpanost so nadalje raziskovali predvsem na področju travmatologije, kjer se še vedno uporablja izraz »cost of caring« V zgodnjih do srednjih devetdesetih letih sta bila izraza empatična izčrpanost in sekundarna travmatska motnja uporabljana kot sinonima. Zgodnja konceptualizacija (Figley) tega sindroma je bila, da medicinsko osebje, ki je bilo v empatičnem odnosu s travmatiziranimi pacienti s posttravmatsko stresno motnjo, lahko razvije znake, ki neposredno kopirajo simptome njihovih pacientov s tem, ko so sekundarno izpostavljeni njihovi travmi. Ena izmed definicij: stanje napredujoče in globoke izčrpanosti in distresa, ki lahko posnema širok nabor psiholoških, vedenjskih, kognitivnih in fizičnih motenj zaradi ponavljajočega empatičnega in sočutnega sodelovanja s travmatiziranimi in trpečimi posamezniki. Še danes ni enotne definicije, vendar večina definicij zajema, da gre za čustvene in fiziološke reakcije posameznika na stres, ki izhaja iz kronične empatične in sočutne vpletenosti s trpečim ali travmatiziranim posameznikom.

## Kako prepoznati empatično izčrpanost?

### Simptomi na ravni posameznika:
- pretirano obsojanje
- potlačene emocije
- izolacija od ostalih
- dobiva nadpovprečno veliko pritožb
- izraža nenavadno veliko pritožb glede upravnih funkcij
- zloraba drog
- kompulzivna vedenja kot so prenajedanje, zapravljanje, kockanje, spolne odvisnosti
- slaba skrb zase (higiena, izgled itd.)
- problemi z zakonom, zadolženost
- kronično ponavljanje nočnih mor in prebliskov o travmatičnem dogodku
- kronične telesne bolezni, kot so težave s prebavili in ponavljajoči prehladi
- apatija, žalost, ne najde užitka v nobeni aktivnosti
- težave s pozornostjo
- mentalna in telesna utrujenost
- preokupiranost
- zanikanje težav

### Simptomi na ravni organizacije:
Ko  stopnja empatične izčrpanosti v organizaciji doseže kritično točko, trpi tudi organizacija sama. Pride do kroničnega absentizma, močno se povečajo stroški za delavca, menjavanje delavcev, trenje med zaposlenimi in trenje med osebjem in vodstvom so med organizacijskimi simptomi, ki povzročajo dodaten stres delavcem.
Najpogostejši simptomi so:
- visok absentizem
- stalne spremembe v odnosih med sodelavci
- nezmožnost timov, da delujejo enotno
- želja po kršenju organizacijskih pravil
- agresivni izbruhi med zaposlenimi
- nezmožnost zaposlenih, da dokončajo naloge in opravila
- nezmožnost zaposlenih, da spoštujejo in se držijo rokov
- pomanjkanje fleksibilnosti med zaposlenimi
- negativna nastrojenost prodi nadrejenim
- močan odpor proti spremembi
- nezmožnost osebja, da bi verjelo, da je izboljšanje okoliščin možno
- pomanjkanje vizije za prihodnost

## Dejavniki tveganja
Empatična izčrpanost lahko prizadene vse strokovnjake, ki so sekundarno izpostavljeni travmi in trpljenju svojih pacientov/klientov na dnevni ravni. To so medicinske sestre, zdravniki, terapevti, socialni delavci, delavci za zaščito otrok, vojaško medicinsko osebje.

### Glavni osebnostni dejavniki tveganja:
- perfekcionizem, visoka morala/vest in samorazdajanje
- osebna zgodovina nerazrešenih travm
- nezadostna socialna podpora (na delu in doma)
- zahtevne domače odgovornosti, oziroma skrb za otroka
- nezmožnost spopadanja z zahtevami dela

### Organizacijski dejavniki:
- nezadostni kadrovski viri
- nezadostno usposabljanje kadra
- nezadostno ali neprimerno nadzorovanje kadra
- visoka delovna obremenitev
- strokovna/poklicna izolacija
- finančne in birokratske omejitve
- visoka pričakovanja o kvaliteti nege
- nezmožnost vplivati na spremembe v politikah in postopkih
- tako imenovana »kultura tišine«, kjer se o stresnih dogodkih, kot je smrt bolnika v intenzivni negi, ne pogovarjajo

### Poklicni dejavniki:
- Ponavljajoča izpostavljenost trpečim ali travmatiziranim posameznikom
- nekakovostno timsko delo in slaba kohezivnost
- zelo malo variabilnosti v delovnih aktivnostih
- slabo ravnotežje med življenjem in delom

Pomembne implikacije iz tega so, da bi morale organizacije nuditi profesionalno pomoč vsem, ki delajo z duševnim zdravjem, da bi lahko razrešili svoje lastne travme in tako zmanjšali tveganje za razvoj empatične izčrpanosti. Pozitivno bi vplivala tudi uvedba prakticiranja čuječnosti, saj se je ta izkazala za dober zaščitni dejavnik. Prav tako bi morali delovati proaktivno in v obvezno šolanje vseh, ki delajo z duševnim zdravjem kot tudi negovalcem, vključiti izobraževanje o empatični izčrpanosti, simptomih in dejavnikih tveganja ter zaščitnih dejavnikih.
Empatija igra zelo pomembno vlogo pri delu z duševnim zdravjem, vendar hkrati predstavlja tveganje za zdravje zaposlenih. Vloga empatije pri razvoju empatične izčrpanosti nakazuje, da so zaposleni z višjo stopnjo empatije bolj ranljivi za razvoj empatične izčrpanosti. Vendar pa je eden od učinkov empatične izčrpanosti zmanjšanje sposobnosti za doživljanje in izražanje empatije. Zato ni povsem jasno kakšno korelacijo pričakovati med empatijo in empatično izčrpanostjo, saj naj bi oboleli za empatično izčrpanostjo zboleli zaradi višje stopnje empatije, vendar pa ti na vprašalniku empatije dosegajo zelo nizke rezultate (potrebno je longitudinalno raziskovati).
Možno je tudi, da empatija predstavlja dejavnik tveganja šele pri zaposlenih, ki so v preteklosti doživeli travmo. Ugotovili so tudi, da nezdravljene oziroma nerazrešene travme predstavljajo večje tveganje za razvoj empatične izčrpanosti.

### Preventiva
Travma in empatična izčrpanost sta endemični na področju zdravstva, kar pomeni, da je zelo malo verjetno, da se lahko kerokoli od njiju izloči. Raziskave pa kažejo pristope, ki lahko zmanjšajo učinke te motnje. Tak pristop je čuječnost, ki pomaga posamezniku, da sprejema in ocenjuje dogodke na ne obsojajoč način. Številne raziskave so odkrile srednje visoko negativno korelacijo med pojavoma empatične izčrpanosti in čuječnosti, kar z drugimi besedami pomeni, da so visoke ravni empatične izčrpanosti povezane z nižjimi stopnjami čuječnosti. Čuječnost zmanjša  psihološki distres in izboljša kvaliteto življenja ter poviša empatijo. Čuječnost bi tako lahko bila zelo uporabna za posameznike, ki se ukvarjajo z duševnim zdravjem drugih. Posledično so tudi pacienti osebja, ki prakticira čuječnost, deležni pozitivnih učinkov.

## Strategije in intervencije proti empatični izčrpanosti
Strategije za boj proti empatični izčrpanosti se delijo v tri skupine: strokovne strategije, organizacijske strategije in individualne strategije.
Znotraj poklicnih strategij je prvi kritični korak zavedanje ne samo, da empatična izčrpanost obstaja ampak, da je tudi pričakovana realnost v »poklicih pomoči«. Da bi povečali zavedanje o empatični izčrpanosti, morajo biti organizacijski menedžerji oziroma vodje informirani o nagnjenosti njihovega osebja za razvoj empatična izčrpanost, zaposleni pa bi morali biti podučeni o znakih in simptomih empatične izčrpanosti. Strokovnjaki bi morali biti o opozorilnih znakih te motnje podučeni čim bolj zgodaj v okviru študija. Da bi zmanjšali neposredno delo s trpečimi in travmatiziranimi pacienti/klienti, bi bilo potrebno omejiti ali porazdeliti število primerov, zato, da bi se lahko bolje spopadali s težkimi in kompleksnimi situacijami, za katere so odgovorni.
Znotraj organizacijskih strategij bi bilo potrebno strokovnjakom nuditi teoretično znanje in klinične sposobnosti, da bi izboljšali delovne sposobnosti in sposobnosti spoprijemanja. Predlagana so tudi neformalna in formalna srečanja s timom oziroma sodelavci, da se zmanjša občutek strokovne izolacije in, da se promovira medsebojna podpora; ta srečanja bi se morala odvijati redno in ne samo kot odgovor na krizno situacijo. Posebno pozornost pa je treba nameniti, ko se neformalna srečanja odvijajo v okviru družine in prijateljev, saj ti verjetno niso usposobljeni za nudenje podpore, brez da bi bili v tem procesu tudi sami prizadeti. Vedno bi morala biti na voljo individualna supervizija, ki naj ne bi služila samo za individualizirano profesionalno podporo, temveč tudi kot zgodnja intervencija, če se pojavi sum za empatično izčrpanost. Prav tako bi se na superviziji pregledalo obremenjenost strokovnjaka s primeri in se tudi prerazporedilo nekatere primere, če bi bilo to potrebno. Potrebni bi bili tudi organizacijski ukrepi za zmanjšanje ali obravnavo operativnih/organizacijskih in strukturnih vprašanj/sprememb, kot so birokratske in finančne omejitve, visoka delovna obremenitev in delovna intenzivnost ter nezadostna količina zaposlenih.
Organizacije in vodje le teh igrajo pomembno vlogo pri preventivi empatične izčrpanosti, vendar imajo tudi zaposleni enako pomembno odgovornost pri ukrepih za zmanjšanje tveganja za razvoj empatične izčrpanosti. Zato so predlagali tudi individualne strategije, začenši s povečanjem samozavedanja o empatični izčrpanosti preko izobraževanja. Priporočeno je tudi razvijati sposobnost prožnosti, ki je definirana kot proces spoprijemanja ali premagovanja raznolikosti. Prožnost pomaga zaposlenim, da se bolje spoprijemajo s stresnimi dogodki, ki jih doživljajo v delovnem okolju. Pomemben je tudi razvoj strategij samopomoči in samosočutja. Samosočutje se nanaša na empatičen odziv in radovednost do lastnih napak. Strategije samopomoči pa se nanašajo na razvoj primernega in predvsem zdravega ravnotežja med delom in življenjem s tem, ko si postavimo jasne meje med delom in osebnim življenjem, redno zdravo aktivnostjo kot je šport, umetnost ali oblika pisanja, pa tudi razvoj duhovnosti in prakticiranje meditacije, grajenje in vzdrževanje zdravega in podpirajočega socialnega kroga doma in na delovnem mestu. Pomagal naj bi tudi humor, vendar je njegova vloga manj raziskana, pojavlja pa se tudi vprašanje kontekstualne primernosti uporabe humorja.